# Mirjam Tally
Mirjam Tally, född 28 november 1976 i Tallinn, Estniska SSR, Sovjetunionen, är en estnisk tonsättare.
Tally är bosatt i Sverige sedan 2006.
Tally som är av estniskt ursprung är utbildad vid Estniska musikakademin i Tallinn för Lepo Sumera. Hon gav ut sin första skiva 2003. Hennes genombrott kom 2008 med verket Turbulence som framfördes vid ISSM:s World Music Days i Vilnius och vid Venedigbiennalen för nutida musik. År 2009 fanns Turbulence med bland de rekommenderade verken på International Rostrum of Composers. Tally har varit programledare i Estniska radions kanal för klassisk musik och skrivit om klassisk musik i estniska tidskrifter. Sedan 2006 är hon bosatt på Gotland och har varit verksam vid Gotlands Tonsättarskola och Visby Internationella Tonsättarcentrum. År 2007 blev hon medlem av Föreningen svenska tonsättare (FST) och 2009–2010 var hon huskompositör på Sveriges Radio P2.

## Priser och utmärkelser
- 2004 – Heino Eller Prize (Estland)
- 2007 – The Composer Prize at the Estonian Music Days Festival för verket Turbulence
- 2008 – Det årliga stipendiet av FST (Föreningen svenska tonsättare)
- 2008 – Mindre Christ Johnson-priset av Kungliga Musikaliska Akademien för verket Turbulence
- 2009 – The annual prize of Estonian Cultural Capital
- 2010 – STIM-stipendium

## Verk
- Struktuurid (”Structures”) för kantele (1996)
- Air för ackordeon och tape (1999)
- Eskiis (”Sketch”) för vibrafon och gitarr (1999)
- Harlequin för ackordeon och slagverk (2000)
- Veetilgas sätendab veel möödundaastane päike (”Last Year’s Sun Still Glitters in the Drop of Water”) för förstärkt flöjt, EAM och slagverk ad lib (2000)
- Firs Falling into December för flöjter, slagverk och tape (2001)
- Kui puud jäävad raagu, tuleb nähtavale aasta (”When the Trees Are Bare, the Year Appears”) för förstärkt flöjt/basflöjt och 3 elgitarrer (2001)
- Swimming Bach för cembalo och tape ad lib (2001)
- Tean, et taassünnin linnuna (”I Know I’ll Be Reborn as a Bird”) för kammarorkester (2001/2009)
- Õhtute kuldkollane tolm (”In the Evening, Goldenrod Dust”) för sopransaxofon, slagverk och piano (2001)
  - Version för sopransaxofon, ackordeon och slagverk (2010)
- Ghost Song för sopransaxofon (2002)
- Different Rains – Flageolets för piano (2003)
- Vool (”Flow”) för flöjt, kantele och ackordeon (2004/2006)
- 2 Pages, 122 Words on Music and Dance för vokalkvartett, manskör, elgitarr, slagverk och tape till text av John Cage (2005)
- I Have Seen Seen för 2 gitarrer (2005)
- Kivilaul (”Stone Song”) för blandad kör a cappella till text av Aleksander Suuman (2005)
- Blow, EAM med video (2005)
- Turbulence för elgitarr och symfoniorkester (2006)
- Joon (”Line”) för flöjt(altflöjt, piano och cello (2007)
  - Version 2 för kantele, cembalo och harpa (2007)
- Pihlakate vihm (”A Rowan Rain”) för sopransax, altsax, ackordeon, elgitarr och elektronik (2007)
- Long Way to Go för sopran, ackordeon och cello till estnisk text av Doris Kareva (2007)
- Pihlakate meri (”The Rowan Sea”) för sopransax, altsax, elgitarr, ackordeon och elektronik ad lib (2007)
- Shift för kammarensemble (2008)
- "Shift 2" för flöjt, basklarinett, slagverk, piano, violin och cello (2008/09)
- Squeak, elektroakustisk musik (2008)
- Birds and Shadows, concertino för viola och stråkorkester (2008)
- Call Love to Mind för blandad kör a cappella till text av Kristiina Ehin i engelsk översättning av Ilmar Lehtpere (2009)
- Autumn Whispers för förstärkt flöjt och kammarorkester (2009)
- Kuu vari (”Shadow of the Moon”) för kantele och ackordeon (2009)
- Winter Island för stråktrio (2009)
  - Version för stråkkvartett (2009)
  - Version för celloduo och stråkar (2011)
- Allikas (”Spring”), hommage à Joseph Haydn för slagverk, violin och stråkar (2009)
- Steps för piano (2009)
  - Version för piano och slagverk (2009)
- 3 Steps för klarinett, piano och cello (2009–10)
- Väiksed sammud (”Small Steps”) för flöjt och piano (2009–10)
- Animalisk hymn för dubbelkör a cappella och sopransolo till text av Edith Södergran (2010)
- Streams för solotrumpet (2010)
- Déjà vu för kantele eller harpa och kammarorkester (2010)
- Density för symfoniorkester (2010)
- Eclipse för kammarorkester (2010)
- Etude X för trumpet (2010)
- Fanfare för orkester (2010)
- Kollane (”Yellow”) för kvinnoröst, flöjt/altflöjt, kantele och cello till text av Indrek Hirv (2010)
- Perpetuum mobile för slagverk, synthesizer och stråkorkester (2010–11)
- Moonwalker för basklarinett, slagverk (trumset/marimba) och stråkkvintett (2011)
- Signals för kammarorkester (2011)
- En strimma hav för blandad kör med ackompanjemang till text av Edith Södergran (2012)
- Light and Darkness (”Ljuset och mörkret”) för blandad kör och orkester till text av Paulus Utsi i svensk översättning av Birgitta Österlund (2012)
- Membrane Fragmentation klarinett, basklarinett, gitarr, mandolin, violin, viola, cello och tape ad lib (2012)
- New Moon Morning för 4 förstärkta flöjter och tape (2012)
- Stjärnorna för vokalensemble och saxofonkvartett samt 2 singing bowls ad lib till text av Edith Södergran (2012)
- The Stars för vokalensemble och saxofonkvartett samt 2 singing bowls ad lib till text av Edith Södergran i översättning av Theo Radic (2012)
- Lament för orkester (2013)
- Mirage för altsax, piano, cello och stråkkvartett (2013)
- Sunrise för baryton, förstärkt tenorblockflöjt, slagverk och tape ad lib till text av Edith Södergran (2013)
- Vortex för kammarorkester (2013)
- Before Dawn för flöjt och elektroakustisk musik (2014)
- Blåeld för blandad kör till text av Alfred Lindahl (2014)
- Land of Tree Worshippers för blandad kör, tape och ljudobjekt ad lib till text av Kristiina Ehin i engelsk översättning av Ilmar Lehtpere (2014)
- Lightfields för flöjt, sinfonietta och elektronik (2014)
- Lindude seltsis (”The Birds for Company”) för solocello (2014)
- Soe elu jäämäe jalamil (”Warm Life at the Foot of the Iceberg”) för cello och piano (2014)
- Against All for Winds för altflöjt, gitarr och cello (2015)
- Esimene lend (”First Flight”) för kontrabassolo (2015)